# Jacques Deray
Jacques Deray, właśc. Jacques Desrayaud (ur. 19 lutego 1929 w Lyonie, zm. 9 sierpnia 2003 w Boulogne-Billancourt) – francuski reżyser i scenarzysta filmowy.

## Życiorys
Urodził się w Lyonie w rodzinie przemysłowców. W wieku 19 lat wyjechał do Paryża, by studiować tam aktorstwo. Grywał niewielkie role na scenie i filmie, po czym od 1952 pracował jako asystent u takich reżyserów, jak m.in. Luis Buñuel czy Jules Dassin.
Jego samodzielnym debiutem reżyserskim był Żigolak (1960). Zafascynowany amerykańskim filmem noir, zasłynął jako twórca popularnych thrillerów (Basen, 1969, Motyl na ramieniu, 1978) i kryminałów, m.in. Borsalino (1970) czy Borsalino i Spółka (1974). Jego specjalnością wkrótce stały się tzw. filmy policyjne (policiers), jak Flic Story (1975). W dziewięciu z jego obrazów główną rolę grał Alain Delon, innym faworyzowanym aktorem był Jean-Paul Belmondo.
Przewodniczył obradom jury na 34. MFF w Cannes (1981), kiedy Złota Palma przyznana została po raz pierwszy polskiemu filmowi – Człowiekowi z żelaza Andrzeja Wajdy.
Zmarł na raka w wieku 74 lat.

## Filmografia (wybór)

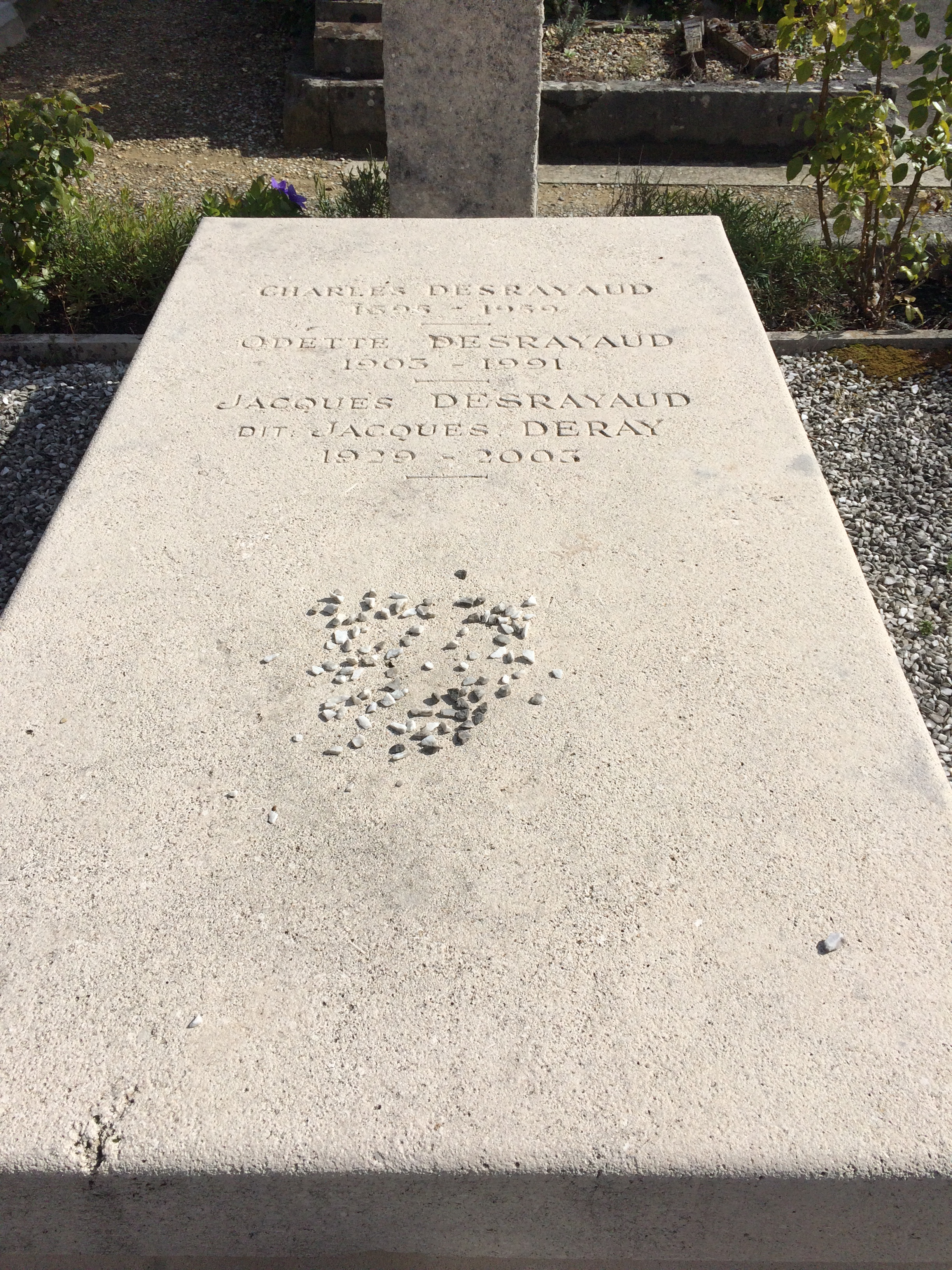
Grób Jacques’a Deraya w Garches (Île-de-France)

- Rififi w Tokio (Rififi à Tokyo, 1963)
- Symfonia na cześć masakry (Symphonie pour un massacre, 1963)
- Człowiek z Marakeszu (L'homme de Marrakech, 1966)
- Basen (La piscine, 1969)
- Borsalino (Borsalino, 1970)
- Borsalino i Spółka (Borsalino and Co., 1974)
- Flic Story / Policyjna opowieść (Flic Story, 1975)
- Gang (Le gang, 1977)
- Motyl na ramieniu (Un papillon sur l'épaule, 1978)
- Trzech ludzi do zabicia (Trois hommes à abattre, 1980)
- Raptus (Le marginal, 1983)
- Umarł z otwartymi oczami (On ne meurt que deux fois, 1985)
- W imię przyjaźni (Le solitaire, 1987)
- Chora z miłości (Maladie d'amour, 1987)
- Zbrodnia (Un crime, 1993)